# اکس‌اف‌ئی
اکس‌اف‌ئی (به انگلیسی: XFE) به معنای جستجوگر پرونده اکس (به انگلیسی: X File Explorer) یک مدیر پرونده گرافیکی برای سامانه پنجره اکس و سیستم‌عاملهای شبه یونیکس است. این برنامه توسط رونالد بادین نوشته شده‌است. سادگی، سبکی، حجم کم و استفاده راحت از اهداف این مدیر پنجره آزاد است که تحت پروانه جی‌پی‌ال عرضه می‌شود.